# Nicolas (entreprise de transport)
Pour les articles homonymes, voir Nicolas.
Nicolas Industrie  est une entreprise industrielle française de Jean-Bernard Nicolas et son frère André Nicolas, spécialisée dans la fabrication de remorques routières et industrielles pour les transports exceptionnels. Après sa faillite en 1994, elle est rachetée en 1995 par le sénateur allemand Otto Rettenmaier. Elle fait désormais partie de TII Group qui revendique la première place mondiale de cette spécialité.

## Structure et activités
L'entreprise, créée en 1855 pour fabriquer des véhicules de transport agricoles a connu de grandes évolutions :
- 1884 - dépôt d'un brevet pour des roues renforcées
- 1939 - première remorque pour marchandises industrielles,
- 1951 - première remorque surbaissée pour transporter un engin de chantier
- 1965 - premier transporteur modulaire à 6 essieux avec col de cygne,
- 1969 - présentation d'un transporteur lourd avec essieux pendulaires,
- 1973 - premier transporteur couplable latéralement pouvant transporter des sections de navires d'une masse de 150 tonnes,
- 1979 - premier camion spécial pour tracter des charges lourdes, le Tractomas,
- 1988 - diversification dans les matériels légers d'entretien des espaces verts,
- 1994 - étude d'un véhicule automoteur pour déplacer la fusée Ariane 5,
- 1995 - la société Nicolas est rachetée par le sénateur allemand Otto Rettenmaier et intégration dans TII Group, à peine créé,
- 2005 - Nicolas est cité au Guiness des records pour Guinness des records pour le tracteur routier Tractomas 10x10, d'une puissance de 1000 CV,
- 2018 - à la suite des difficultés financières rencontrées par Nicolas Industrie et sa maison mère allemande en raison d'une forte baisse de l'activité, les ateliers de fabrication de Champs-sur-Yonne seront fermés et la société devient un centre de distribution et de SAV pour les marchés francophones à partir de février 2019.

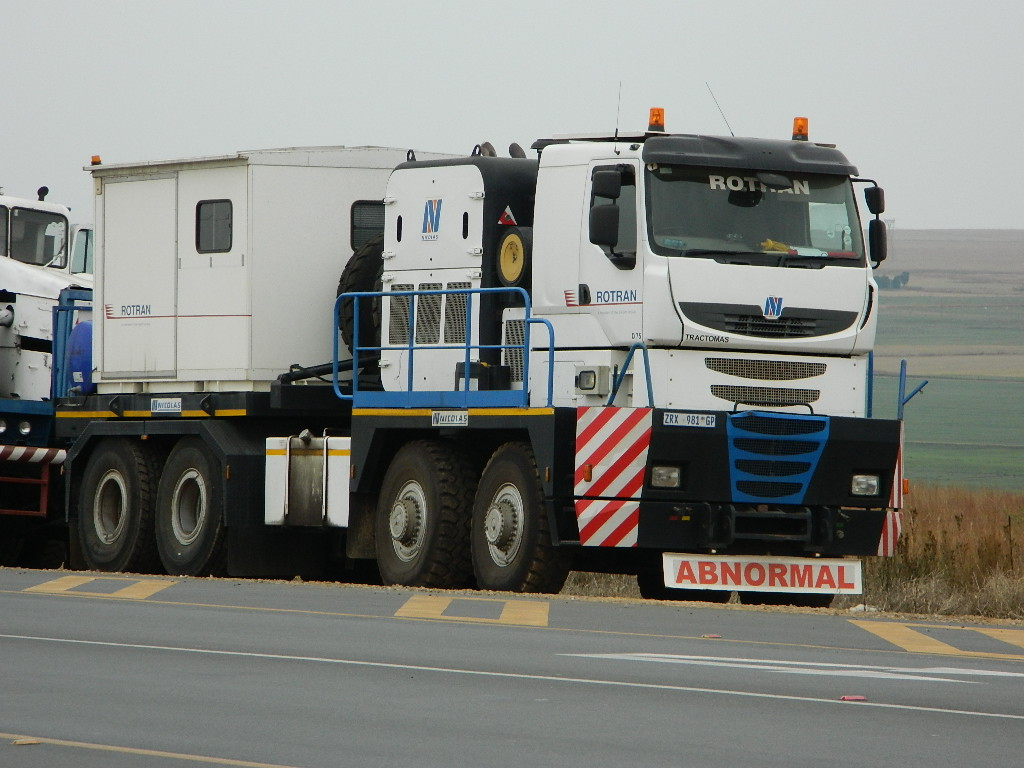
Tracteur Nicolas Tractomas 8x8 en Afrique du Sud (2014)

### Réorganisation de l'activité de la société
En février 2019, TII Group annonce la réorganisation de l'activité de Nicolas Industrie en France avec une réorientation vers la  distribution et le SAV. Tous les véhicules de marque Nicolas seront désormais produits dans les sites allemands d’Ulm et de Pfedelbach tandis que le site de Nicolas Industrie de Champs-sur-Yonne sera transformé en centre de distribution et de SAV des produits des marques Nicolas, Scheuerle et Kamag sur les marchés francophones. Le groupe est à la recherche d’un repreneur pour le site de production

## Les autres composantes de TII Group

### Scheuerle Gmbh
En 1869, Christian Scheuerle achète une forge dans sa bourgade de Pfedelbach, en Allemagne.
- 1937 - Le petit fils Willy, fonde la société Willy Scheuerle Fahrzeugfabrik et fabrique les premiers véhicules lourds,
- 1949 - dépôt d'un brevet pour un essieu rétractable avec direction intégrale,
- 1950 - commande de 200 remorques surbaissées par les armées d'occupation alliées,
- 1956 - développement de l'essieu pendulaire hydraulique,
- 1988 - la société Scheuerle Fahrzeugfabrik GmbH est rachetée par le sénateur allemand Otto Rettenmaier.

### KAMAG Gmbh
- 1971 - Franz Xaver Kögel et Karl Weinmann créent la société Karldorsfer Maschinenbau Geselishaft - KAMAG GmbH, et installe ses ateliers à Ulm pour produire le premier transporteur de section de navire à 7 essieux hydrostatiques. 30 exemplaires seront fabriqués durant les 3 années suivantes,
- 1975 - premier transporteur couplable pour des charges de 400 tonnes,
- 1979 - comme son concurrent italien Cometto, Kamag décroche la commande d'un transporteur pour les navettes de la NASA,
- 1996 - premier transporteur monobloc pour une charge de 600 tonnes sur une plateforme de 150 m² et 96 roues,
- 2004 - la société KAMAG GmbH est rachetée par le sénateur allemand Otto Rettenmaier.

### TIIGER Ltd
TIIGER (ou TII India) est la filiale indienne de TII Group. Elle a été créée à la suite du rachat du constructeur indien Tager Ltd et propose deux gammes de produits conçus en Allemagne et fabriqués en Inde :
- véhicules modulaires pour le transport routier,
- véhicules compacts pour le transport routier, semi-remorques compactes fixes et télescopiques pour transports exceptionnels sur routes ouvertes.